# Feliu Elias
Feliu Elias i Bracons (Barcelona, 1878- Barcelona, 1948), conocido también por su seudónimo Apa, fue un caricaturista, pintor y crítico de arte español. 

## Biografía
Durante el primer tercio del siglo XX realizó caricaturas que lograron gran popularidad para diversas revistas, firmadas con el seudónimo "Apa". Se inició en la revista ¡Cu-Cut!, y fundó la revista Papitu. También dibujó en L'Esquella de la Torratxa, El Senyor Canons, Mirador, y muchas otras. Realizó la viñeta diaria del principal diario catalán de los años veinte y treinta, La Publicitat, y escribió un tratado sobre el dibujo de humor, titulado L'Art de la caricatura.
Desarrolló una importante labor como crítico artístico, con el seudónimo "Joan Sacs", escribiendo artículos en la prensa catalana y varios libros.
También se dedicó a la pintura, con una interesante obra de temática variada, en la que sobresalen los bodegones, retratos y paisajes. Josep Pla le dedica uno de sus retratos en Homenots. Fue tío de Víctor Alba.